# Moria Casán
Ana María Casanova (Buenos Aires, 16 de agosto de 1946), conocida artísticamente como Moria Casán, es una actriz, presentadora, exmodelo, exvedette, empresaria y representante artística argentina.   
Es considerada una de las grandes artistas femeninas de Argentina; trabajó en diversas obras teatrales en la avenida Corrientes de Buenos Aires, en Mar del Plata y en Villa Carlos Paz. También protagonizó numerosas películas, participó en comerciales y condujo varios programas televisivos de talk show.  
En 2005 fue candidata a diputada nacional por el Movimiento Federal de Centro, luego de su apoyo al expresidente Carlos Menem, pero no obtuvo los votos necesarios para consagrarse como tal.
En el año 2007 abrió una escuela de arte. Además, una sala del teatro Broadway lleva su nombre desde el 2 de abril de 2010. Moria Casán fue primera figura de muchos espectáculos en la época de oro de la revista porteña, realizando también temporadas en la Torre Eiffel de París (Francia), Las Vegas (Estados Unidos), Tokio (Japón), Valencia (España), Río de Janeiro (Brasil), Santiago (Chile) y Asunción (Paraguay). 
En dupla junto a Nito Artaza protagonizó La dama y los vagabundos, Cantando bajo la deuda, El fondo puede esperar, Los locos mandan y Bailando por  un  voto. En los años noventa protagonizó, junto a otras cuatro actrices, la obra Brujas, que permaneció en cartel durante siete años consecutivos.
Asimismo, Casán es reconocida por sus peleas mediáticas con diversas figuras del espectáculo argentino, al punto tal de que es conocida en el medio como La lengua karateca, y varias personalidades del espectáculo han confesado sentir miedo de sus respuestas, entre ellas Soledad Silveyra.

## Biografía

### Primeros años
Casán nació en la ciudad de Buenos Aires en 1946, hija única de Rosa Faga, de profesión ama de casa, y de Juan Casanova, un oficial del Ejército Argentino. Estudió en la Escuela N.º 323 Italia del barrio de Villa Devoto. Después de terminar sus estudios secundarios, decidió cursar la carrera de abogacía en la UBA, carrera que no terminó ya que eligió incursionar en el mundo del espectáculo.

### Años 1970
En 1969 ocurrió su debut como vedette al participar en la obra teatral Cuando la abuelita no era hippie en el Teatro El Nacional, junto a Zulma Faiad. En Chile posó semidesnuda para la revista para adultos Viejo verde y actuó también en el legendario teatro chileno Bim Bam Bum.[cita requerida] De 1970 a 1972, fue contratada para participar en diversas revistas presentadas en la calle Corrientes, cuyos elencos estaban encabezados por cómicos como Adolfo Stray, "Pepitito" Marrone y Dringue Farías, entre otros. Los hermanos Sofovich (Gerardo y Hugo) la contrataron como primera vedette en la obra Frescos y fresquitas, de 1973, junto a Alfredo Barbieri y Don Pelele, durante una temporada en el teatro Astros. También de la mano de los hermanos Hugo y Gerardo Sofovich debutó en el cine con Los caballeros de la cama redonda en un pequeño papel, en 1973. En 1974 trabajó en la obra La banana mecánica.
En 1975, Moria actuó en Las Vegas, donde hizo un programa especial para la NBC y fue página de las emblemáticas revistas estadounidenses de moda Harper's Bazaar y Vogue.[cita requerida] En 1977, realizó en el teatro Maipo su primera revista de invierno junto a Tato Bores y Nélida Lobato, llamada La revista de esmeraldas y diamantes.
En 1978 protagoniza como vedette y actriz, junto a Antonio Gasalla, la obra Gasalla y Corrientes, con libreto de Enrique Pinti.
Durante los años 1970 y 1980, Casán fue junto a Susana Giménez una frecuente protagonista en el ciclo de comedias picarescas producidas por Aries Cinematográfica Argentina, con las estrellas cómicas Alberto Olmedo y Jorge Porcel.
Galería

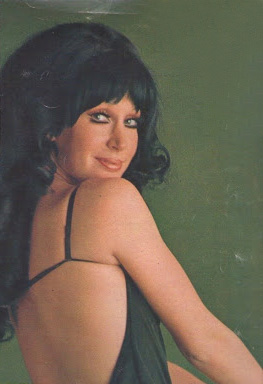
Casán posando para la revista Siete Días Ilustrados en 1973.
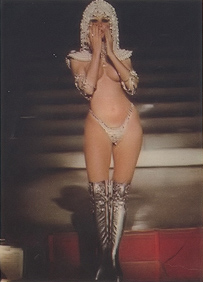
Casán como primera vedette en el Teatro Cómico en 1975.
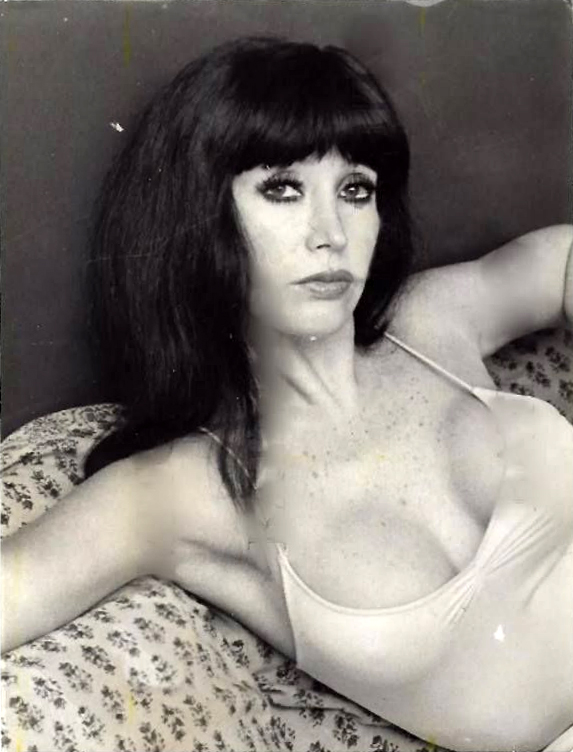
Casán en 1979.

### Años 1980
Moria se sometió a varias cirugías en los años 1980.[cita requerida] En 1980, Nito Artaza debutó en la revista con Los años locos del Tabarís en el teatro Tabarís (sala en la que ella presentó casi todos sus espectáculos) y la eligió como acompañante. Durante esa década, fue primera figura junto a otros cómicos como Alberto Olmedo y Jorge Porcel, con quienes luego debutaría en la pantalla grande.
Como característica física, siempre se destacó su busto prominente, logrado mediante implantes de siliconas. Protagonizó más de veinte películas también junto a Susana Giménez, Porcel, Olmedo y Tato Bores, entre las que se destacan Los doctores las prefieren desnudas (1974), El gordo catástrofe (1977), Encuentros muy cercanos con señoras de cualquier tipo (1978), Expertos en pinchazos (1979), A los cirujanos se les va la mano (1980), Te rompo el rating (1981), Las mujeres son cosa de guapos (1981) y Un terceto peculiar (1982). También trabajó con cómicos y actores como Guillermo Francella, Jorge Martínez y Emilio Disi en películas como El telo y la tele (1985) o Brigada explosiva (1986).
Luego de acompañar a Alberto Olmedo como primera actriz en No toca botón, entre 1981-1982, lanzó dos programas de sketches a la televisión: El club privado de Moria Casán (1983-1984) y Las tretas de Moria (1985). En 1986 Canal 9 llevó a la televisión un nuevo ciclo también de sketches llamado Monumental Moria, en donde interpretaba, junto a su marido, a su personaje Rita Turdero. El programa, que duró dos años, la llevó a tener sus primeros roces con el ya fallecido padre de su hija, Mario Castiglione.En el año 1987 encabezó junto al padre de su hija, Mario Castiglione, La revista de las erecciones generales. A finales de 1989 se incorporó como estrella invitada al programa Las gatitas y ratones de Porcel. 
Galería

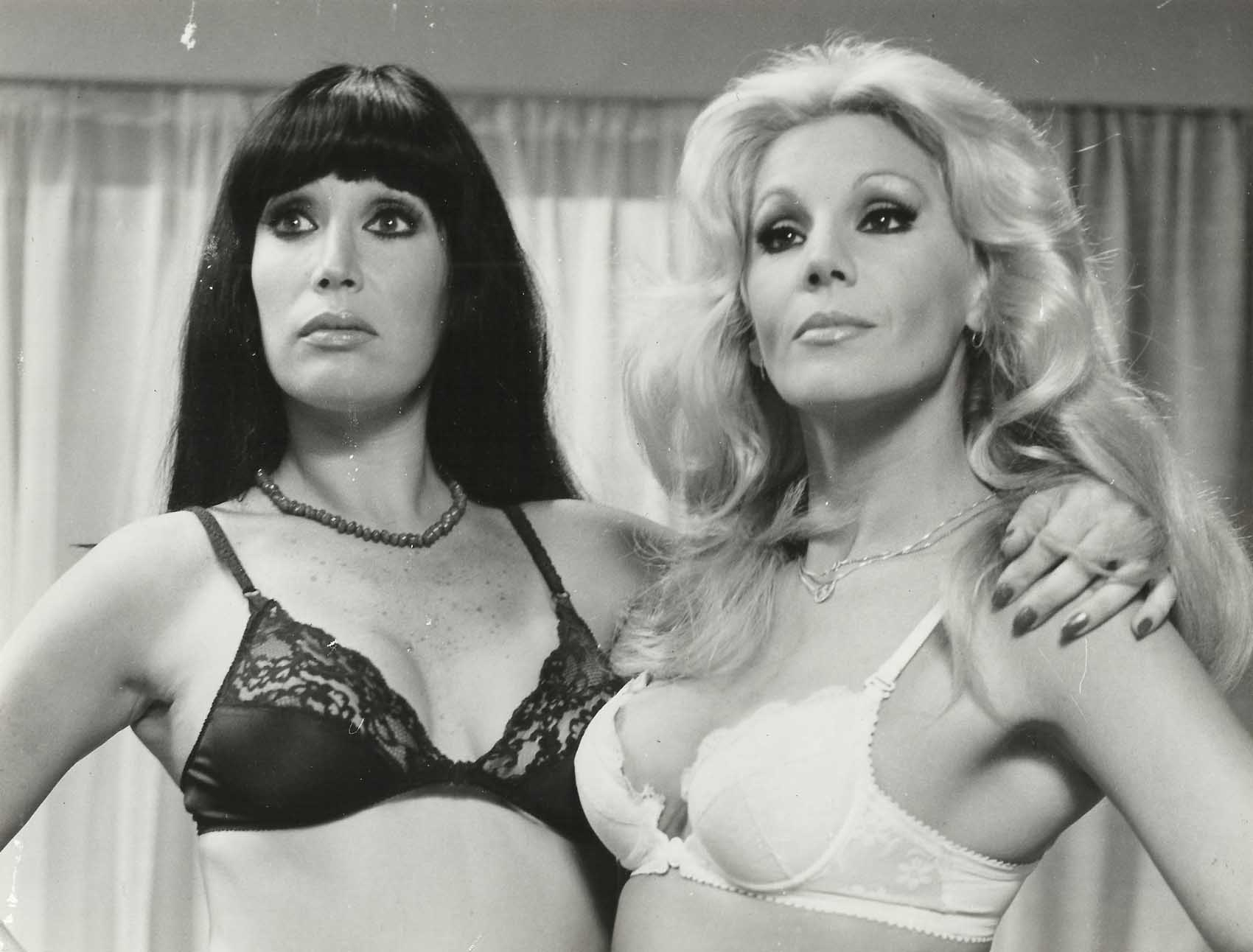
Casán junto a Susana Giménez en A los cirujanos se les va la mano (1980).
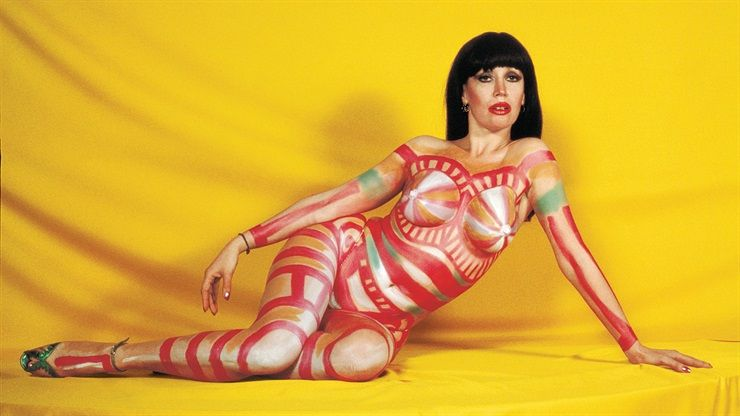
Casán posando para la revista La Semana en septiembre de 1980, con pintura corporal obra del artista Edgardo Giménez.
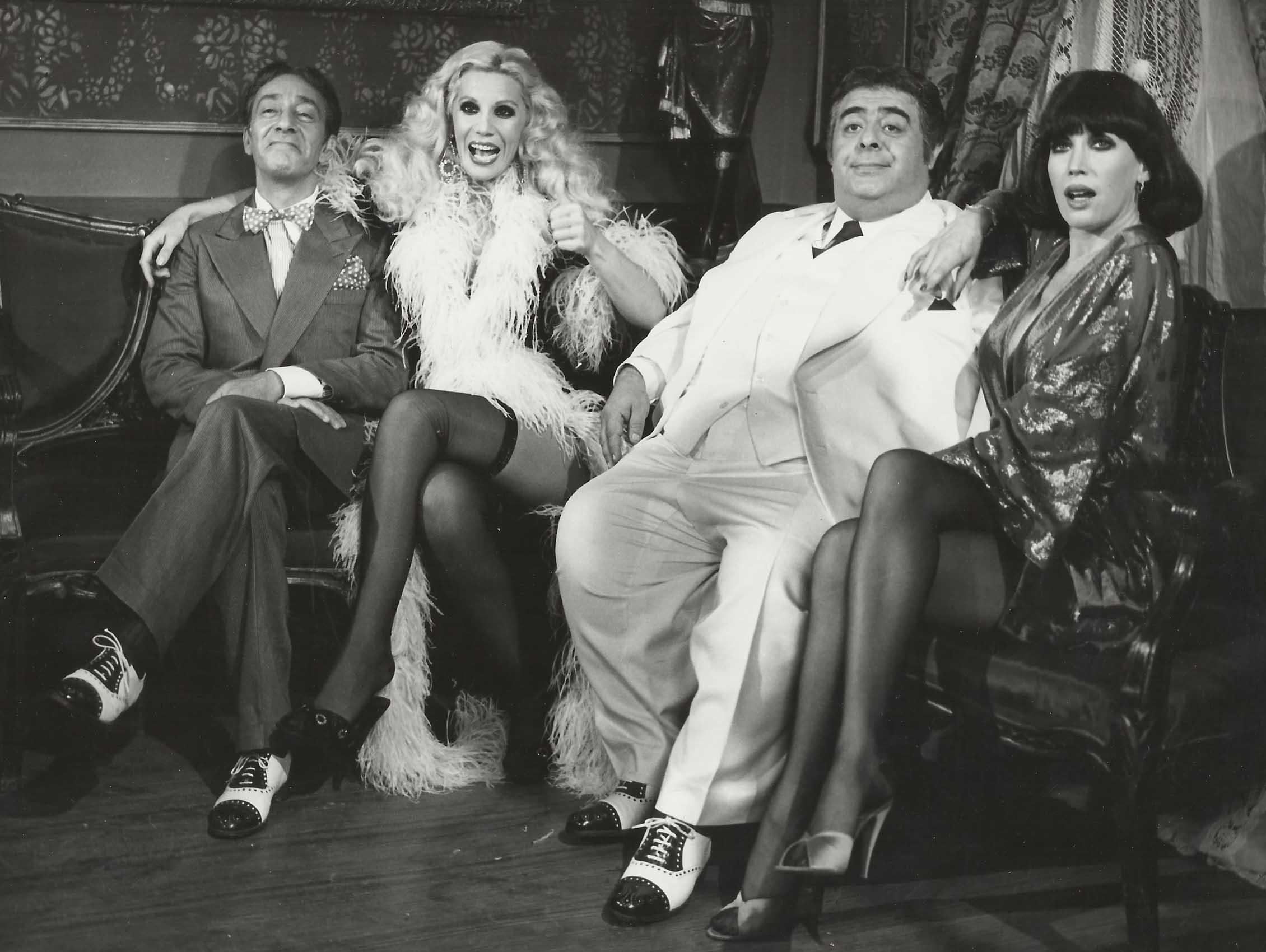
Casán junto a Susana Giménez, Alberto Olmedo y Jorge Porcel en Las mujeres son cosa de guapos (1981).
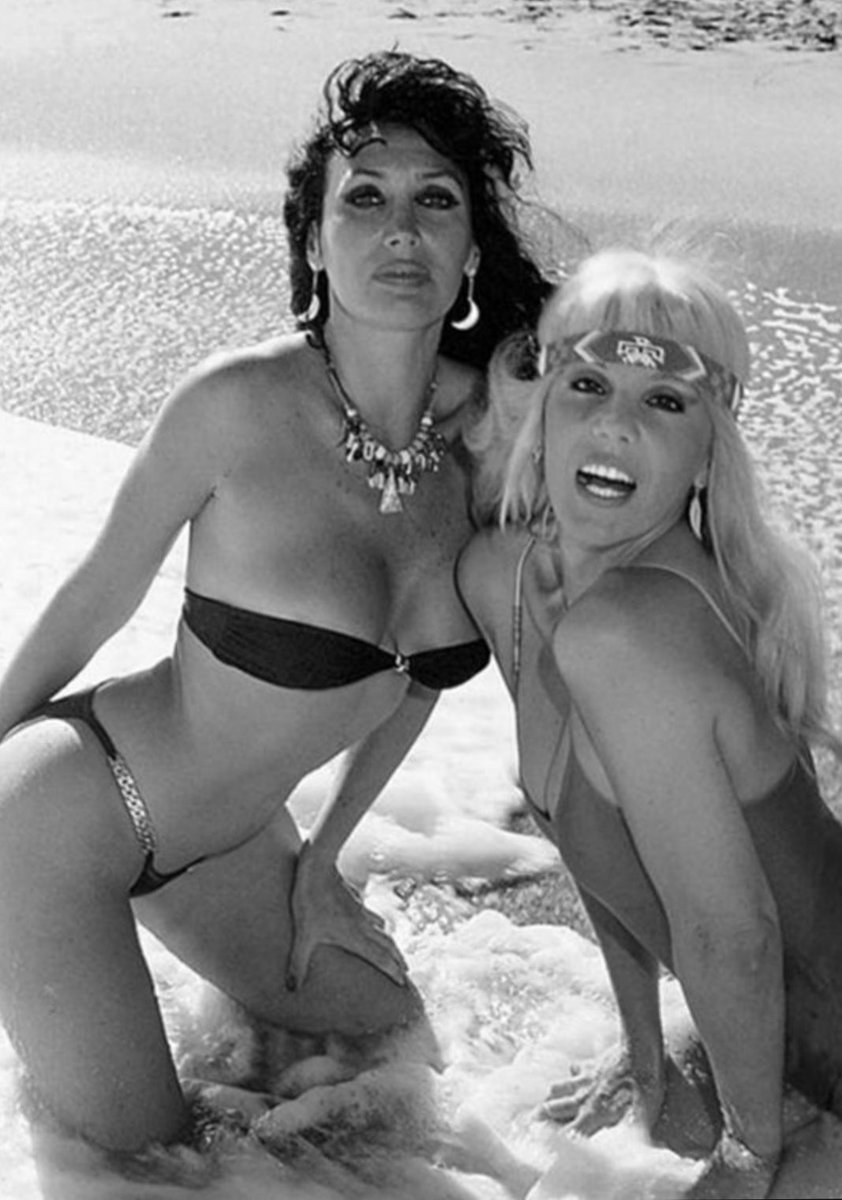
Casán junto a Susana Giménez en 1981.
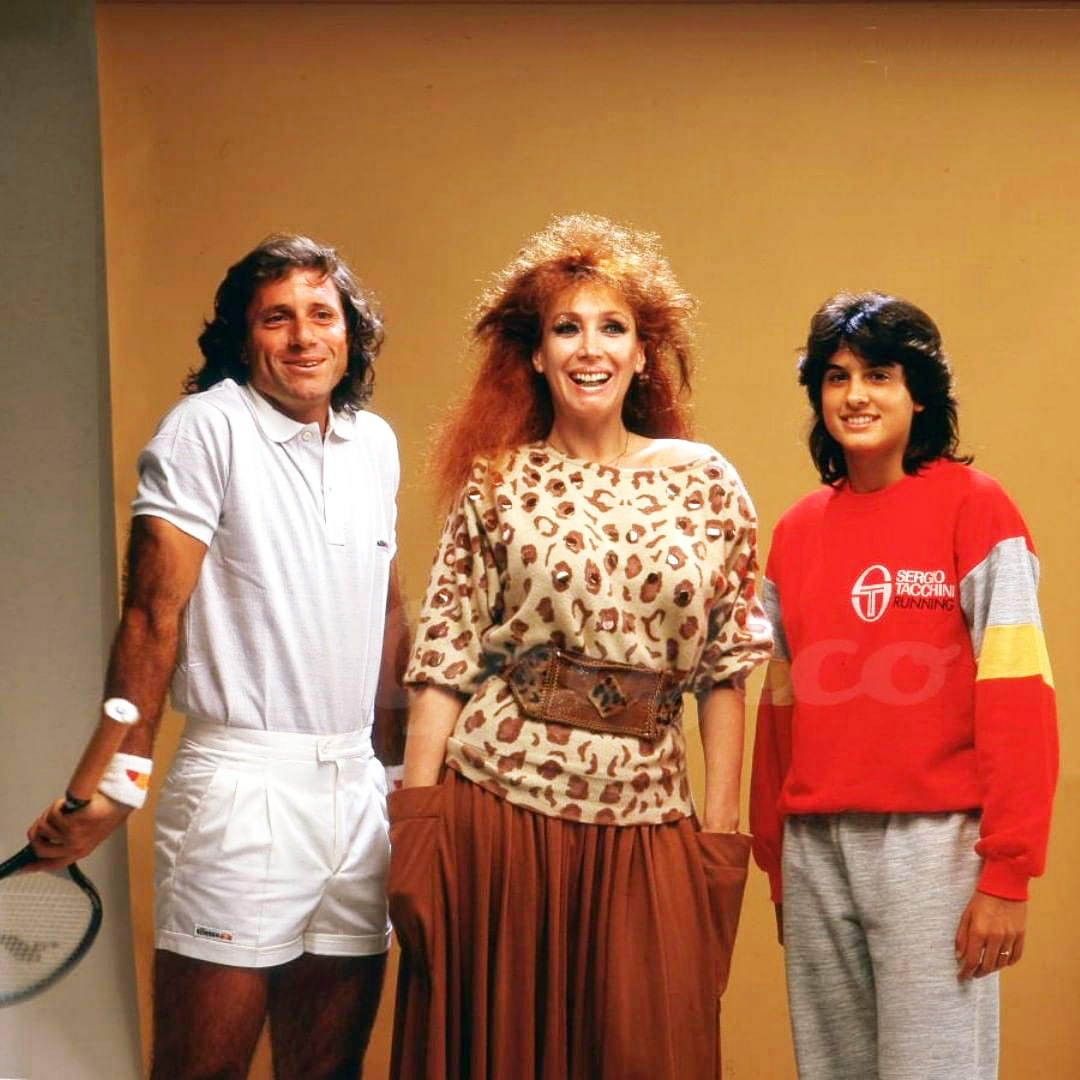
Casán junto a Guillermo Vilas y Gabriela Sabatini en 1985.
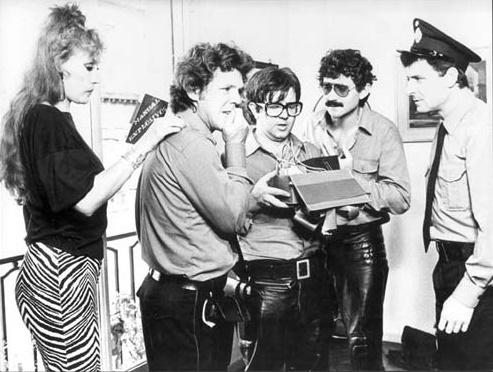
Casán en la película Brigada explosiva, de 1986.

### Años 1990
En 1990 Casán protagoniza, junto a Thelma Biral, Graciela Dufau, Nora Cárpena y Susana Campos (luego reemplazada por Leonor Benedetto) la obra Brujas en el teatro. La obra contaba la historia de cinco antiguas alumnas de un internado que se encuentran veinticinco años después de abandonarlo.
A principios del año 1991 comenzó un ciclo en el que entrevistaba a los políticos en campaña en deshabillé, llamado A la cama con Moria. Luego vendría, en el año 1995, el ciclo Moria banana, con la participación de su hija Sofía Gala, y el programa de entretenimientos Soufflé a la tarde, que condujo junto a Luis Beldi ese mismo año.
En 1993 protagoniza junto a Nora Cárpena y María Valenzuela Con pecado concebidas, donde tres presas se escapan y se refugian en un convento haciéndose pasar por monjas, lo que las lleva a un sinfín de aventuras y romances donde se enfrentan a lo más profundo de su ser y sus pasiones, para al final realizarse y hacer justicia. La ficción fue transmitida por Canal 9 y en ocasiones viajaron a la Ciudad del Vaticano para filmar muchas de las escenas de la misma. Por su labor ganó el Premio Martín Fierro a la Actriz Revelación al siguiente año.
En 1994 el mismo trío de actrices protagonizó Tres minas fieles, pero la audiencia no la siguió como se había esperado. En ese año también inauguró una playa nudista en la ciudad de Mar del Plata, a la cual bautizó Playa Franka.
En 1997 protagonizó junto a Graciela Dufau y Georgina Barbarossa la sitcom Locas por ellos, transmitida por América TV. Luego llegaría Buenos vecinos, que fue producida por Marcelo Tinelli y emitida por Telefé.
A partir del año 1998 vuelve al music hall para trabajar nuevamente junto a Nito Artaza. El primer espectáculo, La dama y los vagabundos, fue presentado en el teatro Atlas. En esta obra trabajó junto a Miguel Ángel Cherutti, Diego Jaraz, Alejandra Mora, Fabiola Alonso, Romina Cardone, Marcela Deluchis, Panam y Lorena Piccinini, e interpretó números de baile, a su personaje Rita Turdera y un monólogo.
En 1999 volvió con Tetanic, que incluyó el mismo dúo de capocómicos junto a Isabel Sarli.

### Años 2000
Al siguiente año, presentaron Lo que el Turco se llevó. En el año 2000 vuelve con una temporada más de la obra Brujas y al siguiente año vuelve a actuar como vedette junto a Graciela Alfano en el espectáculo de Nito Artaza Cantando bajo la deuda.
La obra del teatro Atlas fue presentada en Chile en el casino de Viña del Mar.
En 2003, Nito Artaza y Miguel Ángel Cherutti abrieron su novena temporada consecutiva en el teatro Atlas de Mar del Plata con Robó, huyó y lo votaron, que tuvo como primera figura a Moria.
En el año 2004 encabezó un music hall llamado Cabaré bijou, que contaba en el elenco a Juan Leyrado, Carolina Papaleo, Gonzalo Urtizberea, Eduardo Sapac, Pablo Nápoli y Enrique Otranto, entre otros. Con dirección de Alfredo Zemma ―también autor de la obra― y producción de Guillermo Bredeston, la pieza se había estrenado por primera vez en la temporada de 1975.
En el mes de junio de 2004 llevó a Chile el espectáculo de humor Ahora Moria en el teatro Teletón, en el cual interactuaba con el público. En esa ocasión estuvo acompañada por Rocío Marengo, Betina Capetillo, Juan Acosta y Chiqui Abecasis.
En el año 2005 encabeza nuevamente junto a Nito Artaza la obra El Fondo puede esperar, que fue presentada en el teatro Atlas. Con coreografía de Flavio Mendoza, el elenco lo completaban José María Listorti, Álvaro Navia, Denise Dumas y Alberto Bianco. Al año siguiente, la dupla vuelve con Los locos mandan. La obra contó con el debut teatral de la modelo Nicole Neumann, el actor uruguayo Álvaro Navia, Sabrina Rojas, Alberto Bianco y el Mago Black. La dirección general fue de Artaza, quien con esta obra cumplió 25 años en el espectáculo. En 2006, con nuevas imitaciones, Moria y Artaza presentaron Bailando por un voto. En esta obra completaban el elenco Hugo Varela, Laura Fidalgo y Martín Bossi.
Luego hizo varias participaciones especiales en series televisivas, en algunos casos interpretándose a sí misma, como en La niñera, Los Roldán y Midachi TV. En 2005 protagonizó Doble vida, junto a Jorge Marrale, transmitida por América TV.
Casán también condujo programas de talk shows como Amor y Moria, La noche de Moria y Entre Moria y vos, por América TV.
Durante tres años se destacó por su polémico rol como jurado en el segmento Bailando por un sueño del programa Showmatch, teniendo en particular varias peleas con Graciela Alfano.
En 2005 se presentó como candidata a diputada nacional en la ciudad de Buenos Aires a través del partido (Movimiento Federal de Centro), y perdió las elecciones.
En noviembre de 2007 fue citada a declarar ante la justicia porque ese año había tenido una vinculación amorosa con el jefe de la barra brava de River Plate, William Schlenker, el cual junto a otros había sido acusado de varios disturbios, mientras que el hermano de éste había sido acusado del asesinato de otro barrabrava, Gonzalo Acro.
En 2007 abrió las puertas de su restó Moria Restó y +. Ese mismo año abrió una academia de danzas llamada Escuela de Arte Moria Casán.
En 2008, Moria Casán encabezó la obra Una familia poco normal en la calle Corrientes, escrita y dirigida por Gerardo Sofovich.
Para la temporada teatral 2009, dirigió y protagonizó la obra de teatro ¿What pass, Carlos Paz? en Villa Carlos Paz, con producción de Luciano Garbellano.
Terminada la temporada, durante el año 2009 recorrió el país llevando la obra con el nombre de What pass y más. A partir del 17 de octubre de 2009 protagonizó Una visita inoportuna, la obra de Copi, con dirección del director francés Stéphan Druet, en el Ciudad Cultural Konex.
En la realización del anual ciclo Teatrísimo de ese año, Moria Casán fue convocada por José María Muscari para protagonizar la obra Julio César, de William Shakespeare, el 27 de septiembre en el teatro Regina. El elenco lo completaban Andrea Bonelli, Leticia Brédice, Agustina Lecouna, Esmeralda Mitre, Norma Pons, Mónica Villa y Antonio Ugo.

### Años 2010

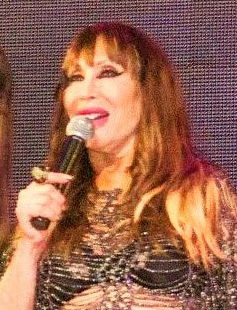
Casán en 2016.

Para la temporada de teatro 2010, Casán presentó la vuelta del espectáculo Brujas, con la incorporación de Leonor Benedetto en reemplazo de la recordada actriz Susana Campos, fallecida en 2004.
En paralelo, dirigió la obra Alegría ortomolecular (llamada así debido al tratamiento de medicina ortomolecular al que Casán acudió para supuestamente rejuvenecer los órganos de su cuerpo), que se presentó en Villa Carlos Paz durante la temporada de verano ese mismo año.
El 3 de enero de 2010 comenzó con un ciclo de sketches y humor en la pantalla de América 2 que se televisó los domingos a las 13:00. Se denominó Si querés reír, reí, con participaciones especiales de varios humoristas y capocómicos.
En 2010 abrió su propio local de ropa, llamado Moria Own, para vender la vestimenta y los accesorios que ha utilizado a lo largo de su carrera artística. También inauguró el restó Divas Le Club, en Uruguay, y fue nombrada madrina del mismo.
Reemplazó a Carmen Barbieri en el jurado de Bailando por un sueño durante lapsos no consecutivos debido a que esta se enfermó y en otra ocasión se tomó vacaciones. Después de mitad de año, firmó contrato y se convirtió en la nueva jurado debido a la renuncia de Barbieri.
Debe mucho de su fama a peleas mediáticas con otras actrices o vedettes como Graciela Alfano, Carmen Barbieri, Susana Giménez, Mirtha Legrand o Nacha Guevara.
En noviembre de 2010, Casán comenzó el rodaje de Cruzadas, una comedia romántica dirigida por Diego Rafecas.
El filme, estrenado en abril de 2011, fue su vuelta al cine luego de más de 15 años, desde Funes, un gran amor, de 1993. La cinta fue protagonizada por Casán junto a Nacha Guevara y Enrique Pinti, y también fue productora ejecutiva de la misma junto a su novio Bruno Spinetto.
El 26 de mayo de 2011 inauguró la parrilla Moria Grill, junto a su socio Luciano Garbellano.
Para la temporada de 2012, además de ser la cabeza de La revista de Buenos Aires, Moria Casán pasó a ser la directora de la misma. El nombre se cambió por La revista de Buenos Aires, Moria Tour 2012 y algunos artistas fueron reemplazados. Cada semana, Moria recibía a un famoso como invitado especial durante las funciones de fin de semana y realizaba un sketch especial. La obra fue presentada en Mar del Plata, en el teatro Tronador. 
En 2012, Casán presentó su  autobiografía, desde la infancia, pasando por sus comienzos en el mundo de la farándula hasta 2012, titulada MeMoria.
 Parte de las fotos que están en este libro pertenecen al archivo de Raúl Gala, su máximo imitador y devoto.

## Vida personal
En 1971 contrajo matrimonio con Juan Carlos Bojanich. Al cumplir el primer año de casados, se divorciaron. Tiempo después, Moria reveló que Bojanich la había golpeado en tres ocasiones.
Entre 1986 y 1990 estuvo casada con el actor Mario Castiglione, con quien tuvo a su única hija, Sofía Gala Castiglione, nacida en 1987. Es abuela de dos nietos, Helena, nacida en 2008, y Dante, nacido en 2014.
En 2022 confirmó su relación con el exdiputado nacional Fernando Galmarini.

### Causa judicial en Paraguay
En 2012, durante una visita a Paraguay para promocionar Moria Casán: The Fashion Show, fue acusada de robo de joyas de zafiros valuadas en 80 000 dólares, y fue expulsada del país.
En 2015 regresó a Paraguay para solucionar sus problemas legales, y fue arrestada por la Interpol en el aeropuerto. Al momento de la detención también se descubrió que llevaba en su billetera 1,6 gramos de cocaína, lo que complejizó su situación legal. Se le ordenó prisión preventiva en una celda común de la cárcel de mujeres del Buen Pastor en Asunción. Fue liberada el 23 de diciembre de 2015.

## Cine
| Año  | Título                                                | Notas                                                         | Personaje                               |
| ---- | ----------------------------------------------------- | ------------------------------------------------------------- | --------------------------------------- |
| 1973 | Los caballeros de la cama redonda                     | Papel debut                                                   | Olga                                    |
| 1973 | Los doctores las prefieren desnudas                   |                                                               | Paciente (modelo)                       |
| 1974 | Clínica con música                                    |                                                               | Moria                                   |
| 1977 | El gordo catástrofe                                   |                                                               | Dra. Linda Winters                      |
| 1978 | Con mi mujer no puedo                                 |                                                               | Agostina                                |
| 1978 | Encuentros muy cercanos con señoras de cualquier tipo |                                                               | Viviana                                 |
| 1979 | Expertos en pinchazos                                 |                                                               | Fabiana                                 |
| 1980 | Así no hay cama que aguante                           |                                                               | Marcela                                 |
| 1980 | Los hijos de López                                    |                                                               | Ella misma (cameo)                      |
| 1980 | A los cirujanos se les va la mano                     |                                                               | Moria Monteverde                        |
| 1981 | Te rompo el rating                                    |                                                               | Moria Gutiérrez                         |
| 1981 | Las mujeres son cosa de guapos                        |                                                               | La mendocina                            |
| 1981 | Amante para dos                                       |                                                               | Mónica Méndez                           |
| 1982 | Un terceto peculiar                                   |                                                               | Sonia Dupont                            |
| 1983 | Se acabó el curro                                     |                                                               |                                         |
| 1985 | El telo y la tele                                     |                                                               | Ella misma                              |
| 1986 | Brigada explosiva                                     |                                                               | Margarita Zavaleta                      |
| 1986 | Brigada explosiva contra los ninjas                   |                                                               | Margarita Zavaleta                      |
| 1990 | Más loco que un crucero                               |                                                               | Ella misma                              |
| 1993 | Funes, un gran amor                                   |                                                               | Felissa                                 |
| 2011 | Cruzadas                                              | También productora                                            | Juana Pérez Robles                      |
| 2016 | Primavera                                             |                                                               | Reina                                   |
| 2019 | Olmedo, el rey de la risa                             | Documental                                                    | Ella misma                              |
| 2020 | Sí, mi amor                                           | Producción peruana distribuida internacionalmente por Netflix | Mamá de Guille (participación especial) |

## Teatro
| Año             | Obra                                             | Teatro                             | Notas                                                      |
| --------------- | ------------------------------------------------ | ---------------------------------- | ---------------------------------------------------------- |
| 1970            | Cuando la abuelita no era hippie                 | Teatro El Nacional                 | Debut teatral                                              |
| 1972            | Buenos Aires al verde vivo                       | Teatro El Nacional                 |                                                            |
| 1973            | Escándalos                                       | Teatro El Nacional                 | Con Víctor Laplace y Nélida Lobato                         |
| 1973            | Frescos y fresquitas                             | Teatro Astros                      |                                                            |
| 1974            | ¡Aquí se mata de risa!                           | Teatro Cómico                      |                                                            |
| 1974            | La banana mecánica                               | Teatro Cómico                      |                                                            |
| 1976            | El embarazado                                    | Teatro Martín (Madrid)             |                                                            |
| 1977            | La revista de esmeraldas y diamantes             | Teatro Maipo                       |                                                            |
| 1978            | Gasalla y Corrientes                             | Teatro Sans Souci                  |                                                            |
| 1978            | La revista de las erecciones generales           | Teatro Tabarís                     |                                                            |
| 1979            | La tía Carlota                                   | Teatro Colón                       |                                                            |
| 1980            | Los años locos del Tabarís                       | Teatro Tabarís                     |                                                            |
| 1981            | No rompan las olas                               | Teatro Ópera (Mar del Plata)       |                                                            |
| 1982            | Loquero en la revista                            | Teatro Metropolitan                |                                                            |
| 1983            | La revista de las súper estrellas                | Teatro Metropolitan                |                                                            |
| 1984            | La mejor revista de la cuadra                    | Teatro Estrella                    |                                                            |
| 1985            | La patota revistera                              | Teatro Orfeo (Carlos Paz)          |                                                            |
| 1986            | Meta Moria en Mar del Plata                      | Teatro Mar del Plata               |                                                            |
| 1986            | Moria                                            | Teatro Michelangelo                |                                                            |
| 1988            | El revistazo rompe todo                          | Teatro del Lago (Carlos Paz)       |                                                            |
| 1989            | Increíblemente juntos                            | Gira nacional                      |                                                            |
| 1991-1997       | Brujas                                           | Teatro Ateneo y Atlas              |                                                            |
| 1998            | La dama y los vagabundos                         | Teatro Atlas y Astral              |                                                            |
| 1999            | Tetanic                                          | Teatro Atlas y Astral              |                                                            |
| 2000            | Moria y Carlos 2000                              | Teatro Laguna del Sauce            | Presentada en Punta del Este                               |
| 2001            | Bendita clase media                              | Teatro Liceo                       |                                                            |
| 2001            | Brujas                                           | Teatro Ateneo                      | Edición a 10 años de su estreno                            |
| 2002            | Cantando bajo la deuda                           | Teatro Atlas y Metropolitan        |                                                            |
| 2003            | Robó, huyó y lo votaron                          | Teatro Atlas y Metropolitan        |                                                            |
| 2003            | Bellas bailarinas                                | Teatro Metropolitan                |                                                            |
| 2004            | Cabaret bijou                                    | Hotel Hermitage                    |                                                            |
| 2004            | Ahora Moria                                      | Teatro Teletón                     | Presentada en Chile                                        |
| 2005            | El Fondo puede esperar                           | Teatro Atlas y Broadway            |                                                            |
| 2006            | Los locos mandan                                 | Teatro Atlas y Broadway            |                                                            |
| 2007            | Bailando por un voto                             | Teatro Atlas y Broadway            |                                                            |
| 2008            | Una familia poco normal                          | Multiteatro                        |                                                            |
| 2009            | What Pass Carlos Paz?                            | Teatro Coral                       | También directora artística                                |
| 2009            | ¿What pass y +?                                  |                                    | Renombrado para gira nacional                              |
| 2009            | Julio César                                      | Teatro Regina                      | Ciclo anual a beneficio de Teatrísimo                      |
| 2009            | Una visita inoportuna                            | Ciudad Cultural Konex              | Con dirección del director francés Stéphan Druet           |
| 2010            | Alegría ortomolecular                            | Teatro Coral                       | Directora artística                                        |
| 2010-2011       | Brujas                                           | Teatro Corrientes y Multiteatro    | Edición a 20 años de su estreno                            |
| 2011            | La revista de Buenos Aires                       | Teatro Broadway                    |                                                            |
| 2012            | La revista de Buenos Aires, Moria tour 2012      | Teatro Tronador                    | Renombrado para la temporada en Mar del Plata              |
| 2012            | Tres mitades                                     | Teatro Picadilly                   | Junto a su hija Sofía Gala                                 |
| 2013            | Escandalosas                                     | Teatro Atlas y Tabarís             |                                                            |
| 2014            | SorPresas                                        | Teatro Atlas                       |                                                            |
| 2014            | Brillantísima                                    | Teatro América y Astros            | También directora artística                                |
| 2014-2015       | Priscilla, la reina del desierto                 | Teatro Lola Membrives y Candilejas |                                                            |
| 2015            | Las tres viejas                                  | Teatro Picadero                    |                                                            |
| 2016            | The Hole                                         | Teatro Maipo                       |                                                            |
| 2016            | Plumas en la Noche                               | Teatro Astros y gira nacional      |                                                            |
| 2017            | Luz Cenicienta                                   | Teatro El Nacional                 |                                                            |
| 2017            | The Rocky Horror Show                            | Teatro Maipo                       | Artista invitada                                           |
| 2017-2018       | Astros de la risa                                | Teatro Astros                      |                                                            |
| 2017-2018       | Moria's Drag Race                                | Gira nacional                      |                                                            |
| 2020            | La gran depresión                                | Teatro Multitabarís Comafi         |                                                            |
| 2021-actualidad | Brujas                                           | Teatro Multitabarís Comafi         | Edición a 30 años de su estreno                            |
| 2021            | Romancero, sobre textos de Federico García Lorca | Ciclo Corrientes Cultural          | Única función especial                                     |
| 2022            | Julio César                                      | Teatro El Plata                    |                                                            |
| 2023            | Teología indecente                               | Centro Cultural Kirchner           | Única presentación en el Ciclo “Nosotras movemos el mundo” |
| 2025            | Cuestión de género                               | Teatro Metropolitan                |                                                            |

## Televisión
| Año       |                           | Título                          | Canal               | Rol                            | Notas                                         |
| --------- | ------------------------- | ------------------------------- | ------------------- | ------------------------------ | --------------------------------------------- |
| 1971      | Bandera de Argentina      | El mundo de Nélida Lobato       | Canal 13            | Invitada                       |                                               |
| 1972      | Bandera de Argentina      | Alta comedia                    | Canal 9 Libertad    | Varios personajes              | Varios episodios                              |
| 1972      | Bandera de Argentina      | El mundo del espectáculo        | Canal 13            | Varios personajes              | Varios episodios                              |
| 1973      | Bandera de Argentina      | Corrientes y Marrone            | Canal 13            | Varios personajes              | Varios episodios                              |
| 1973      | Bandera de Argentina      | El chupete                      | Teleonce            | Moria                          | Coprotagonista                                |
| 1973      | Bandera de Argentina      | Mi amigo Andrés                 | Teleonce            | Lorna                          | Coprotagonista                                |
| 1974      | Bandera de Argentina      | Porcelandia                     | Canal 13            | Invitada                       |                                               |
| 1974      | Bandera de Argentina      | El gran Marrone                 | Canal 13            | Varios personajes              | Varios episodios                              |
| 1974      | Bandera de Argentina      | Mi hombre sin noche             | Canal 13            | Mónica Salguero                | Coprotagonista                                |
| 1975      | Bandera de Argentina      | Alguien por quien vivir         | Canal 13            | Sandra                         | Participación especial                        |
| 1975      | Bandera de Estados Unidos | Moria in Vegas                  | NBC                 | Conductora                     | Programa especial                             |
| 1976      | Bandera de Argentina      | El show de Eber y Nélida Lobato | Canal 13            | Invitada                       |                                               |
| 1976      | Bandera de Argentina      | Mi querido Luis                 | Canal 13            | María                          | Recurrente                                    |
| 1976      | Bandera de España         | Moria en España                 | Televisión Española | Conductora                     | Programa especial                             |
| 1976      | Bandera de Colombia       | El show de las estrellas        | Primera Cadena      | Invitada                       |                                               |
| 1977      | Bandera de España         | Esta noche...fiesta             | Televisión Española | Invitada                       |                                               |
| 1977      | Bandera de Venezuela      | Sábado Sensacional              | Venevisión          | Invitada                       |                                               |
| 1978      | Bandera de Argentina      | El tío Porcel                   | Canal Once          | Varios personajes              | Varios episodios                              |
| 1978      | Bandera de Brasil         | Fantástico: o show da vida      | Rede Globo          | Invitada                       |                                               |
| 1978      | Bandera de España         | 300 millones                    | Televisión Española | Invitada                       |                                               |
| 1978      | Bandera de Chile          | Sábados Gigantes                | Canal 13            | Invitada                       |                                               |
| 1979      | Bandera de Argentina      | Los hijos de López              | Canal Once          | Clara Muzicari                 | Participación especial                        |
| 1979      | Bandera de Chile          | Lunes gala                      | Canal 13            | Invitada                       |                                               |
| 1979      | Bandera de Chile          | Teatro... y en el teatro        | Canal 13            | Invitada                       |                                               |
| 1980      | Bandera de Chile          | Aplauso                         | Canal 13            | Invitada                       |                                               |
| 1980      | Bandera de Chile          | El gran baile                   | TVN                 | Invitada                       |                                               |
| 1980      | Bandera de Chile          | El show de la medianoche        | Chilevisión         | Invitada                       |                                               |
| 1981-1982 | Bandera de Argentina      | No toca botón                   | Canal Once          | Varios personajes              | Varios episodios                              |
| 1981      | Bandera de Chile          | Sabor latino                    | TVN                 | Invitada                       |                                               |
| 1981      | Bandera de Chile          | La gran noche                   | TVN                 | Invitada                       |                                               |
| 1981      | Bandera de Chile          | Nuestra hora                    | Canal 13            | Invitada                       |                                               |
| 1981      | Bandera de Chile          | Noche de gigantes               | Canal 13            | Invitada                       |                                               |
| 1982      | Bandera de Argentina      | Los retratos de Andrés          | Canal Once          | Sofía Lorente                  | Coprotagonista                                |
| 1982      | Bandera de Chile          | Permitido                       | TVN                 | Invitada                       |                                               |
| 1983-1984 | Bandera de Argentina      | El club privado de Moria Casán  | Canal 9 Libertad    | Ella misma                     | Actuación en sketches                         |
| 1985-1986 | Bandera de Argentina      | Monumental Moria                | Canal 9 Libertad    | Conductora                     | Protagonista de sketches                      |
| 1986      | Bandera de Chile          | Martes 13                       | Canal 13            | Invitada                       |                                               |
| 1987      | Bandera de Argentina      | Las tretas de Moria             | Canal Once          | Ella misma                     | Protagonista de sketches                      |
| 1988      | Bandera de Argentina      | Moria Marca Registrada          | Canal Once          | Ella misma                     | Protagonista de sketches                      |
| 1989      | Bandera de Argentina      | Las gatitas y ratones de Porcel | Canal 9 Libertad    | Participación estelar          |                                               |
| 1989      | Bandera de Chile          | Una vez más                     | Canal 13            | Invitada                       |                                               |
| 1990-1991 | Bandera de Argentina      | A la cama con Moria             | Canal 9 Libertad    | Conductora                     |                                               |
| 1992      | Bandera de Argentina      | Juegos Nocturnos                | América             | Conductora                     |                                               |
| 1993      | Bandera de Argentina      | Con pecado concebidas           | Canal 9 Libertad    | Sor Mariana                    | Protagonista                                  |
| 1993      | Bandera de Argentina      | El show de Videomatch           | Telefe              | Ella misma                     | Participación especial                        |
| 1994      | Bandera de Argentina      | Tres minas fieles               | Canal 9 Libertad    | Perla Salvarre                 | Protagonista                                  |
| 1995      | Bandera de Argentina      | Soufflé a la tarde              | ATC                 | Conductora                     |                                               |
| 1995      | Bandera de Argentina      | Moria banana                    | Canal 9 Libertad    | Conductora                     |                                               |
| 1996      | Bandera de Chile          | Viva el lunes                   | Canal 13            | Invitada                       |                                               |
| 1996      | Bandera de Chile          | Gigante y usted                 | Canal 13            | Invitada                       |                                               |
| 1997      | Bandera de Argentina      | Locas por ellos                 | América             | Laura Herrera                  | Protagonista                                  |
| 1997-1998 | Bandera de Argentina      | Amor y Moria                    | América             | Conductora                     |                                               |
| 1999      | Bandera de Argentina      | La Argentina de Tato            | Canal 13            | Moria Lolobrígida              | Participación especial                        |
| 1999-2000 | Bandera de Argentina      | Buenos vecinos                  | Telefe              | Patricia "Chini" Baccinelli    | Protagonista                                  |
| 2000-2001 | Bandera de Chile          | De pe a pa                      | TVN                 | Moria                          | Participación especial                        |
| 2001      | Bandera de Argentina      | El Hacker 2001                  | Telefe              | Lucrecia                       | Participación especial                        |
| 2001      | Bandera de Argentina      | Moria                           | América             | Conductora                     |                                               |
| 2001-2003 | Bandera de Argentina      | Entre Moria y Vos               | América             | Conductora                     |                                               |
| 2003      | Bandera de Argentina      | Costumbres argentinas           | Telefe              | Susana González                | Participación especial                        |
| 2003      | Bandera de Argentina      | Gracias por Venir               | América             | Conductora                     |                                               |
| 2004      | Bandera de Argentina      | La niñera                       | Telefe              | Moira Finkel                   | Participación especial                        |
| 2004      | Bandera de Estados Unidos | El show de Moria Casán          | Univision           | Conductora                     |                                               |
| 2005      | Bandera de Argentina      | Los Roldán                      | Canal 9             | Amanda Harvert                 | Cameo                                         |
| 2005      | Bandera de Argentina      | Doble vida                      | América             | Sabrina                        | Protagonista                                  |
| 2006      | Bandera de Argentina      | Por el mundo                    | Telefe              | Conductora invitada            | 1 programa: Destino Ámsterdam                 |
| 2006      | Bandera de Argentina      | Bailando por un sueño 2         | El Trece            | Participante                   | Semifinalista                                 |
| 2006      | Bandera de Argentina      | Bailando por un sueño 3         | El Trece            | Jurado                         |                                               |
| 2007      | Bandera de Argentina      | Bailando por un sueño 2007      | El Trece            | Jurado                         |                                               |
| 2008      | Bandera de Argentina      | Bailando por un sueño 2008      | El Trece            | Jurado                         |                                               |
| 2010      | Bandera de Uruguay        | Hogar Dulce Hogar               | Saeta TV Canal 10   | Cameo                          | Participación especial                        |
| 2010      | Bandera de Argentina      | Si querés reir, reí             | América             | Conductora y Varios personajes | Programa de sketches                          |
| 2010      | Bandera de Argentina      | Bailando por un sueño 2010      | El Trece            | Jurado                         |                                               |
| 2011      | Bandera de Argentina      | Bailando por un sueño 2011      | El Trece            | Jurado                         |                                               |
| 2011      | Bandera de Argentina      | Esta noche con Moria Casán      | Magazine            | Conductora y Actriz            |                                               |
| 2012      | Bandera de Argentina      | Condicionados                   | El Trece            | Reyna                          | Participación especial                        |
| 2012      | Bandera de Argentina      | Bailando por un sueño 2012      | El Trece            | Jurado                         |                                               |
| 2013      | Bandera de Argentina      | Malas Muchachas                 | C5N                 | Conductora                     |                                               |
| 2013      | Bandera de Argentina      | Tu cara me suena                | Telefe              | Jurado invitada                |                                               |
| 2014      | Bandera de Argentina      | Viviendo con las estrellas      | América             | Participante                   | 3° lugar                                      |
| 2014      | Bandera de Argentina      | Bailando por un sueño 2014      | El Trece            | Jurado                         |                                               |
| 2015      | Bandera de Argentina      | Bailando por un sueño 2015      | El Trece            | Jurado                         |                                               |
| 2016      | Bandera de Argentina      | Bailando por un sueño 2016      | El Trece            | Jurado                         |                                               |
| 2017      | Bandera de Argentina      | Bailando por un sueño 2017      | El Trece            | Jurado conductora de reemplazo | También conductora de reemplazo (un programa) |
| 2018-2020 | Bandera de Argentina      | Incorrectas                     | América             | Conductora                     |                                               |
| 2018      | Bandera de Argentina      | Intrusos en el espectáculo      | América             | Conductora de reemplazo        | Durante 80 programas                          |
| 2018      | Bandera de Argentina      | Cien días para enamorarse       | Telefe              | Brígida Sandoval               | Participación especial                        |
| 2019      | Bandera de Argentina      | Incorrectas Night               | América             | Conductora                     | Programa especial                             |
| 2020-2021 | Bandera de Argentina      | Cantando 2020                   | El Trece            | Jurado                         |                                               |
| 2021      | Bandera de Argentina      | Por el mundo                    | Telefe              | Conductora invitada            | 5 programas: Destino Las Vegas                |
| 2021-2022 | Bandera de Argentina      | Moria es Moria                  | Canal 9             | Conductora                     | Programa de late show                         |
| 2022      | Bandera de Argentina      | La pu*@ ama                     | América             | Conductora de reemplazo        | Durante 8 programas                           |
| 2023-2024 | Bandera de Argentina      | Bailando 2023                   | América             | Jurado                         |                                               |

## Streaming
| Año           |                      | Título       | Canal de Streaming    | Rol        | Notas |
| ------------- | -------------------- | ------------ | --------------------- | ---------- | ----- |
| 2024-presente | Bandera de Argentina | Nave nodriza | Pícnic extraterrestre | Conductora |       |

## Homenajes
El 2 de abril de 2010 se le puso su nombre a una sala del Teatro Broadway.
El 20 de agosto del mismo año el presentador de televisión Marley la entrevistó a solas para su programa de biografías Protagonistas únicos. Luego, el 23 de octubre siguiente, le hicieron un homenaje a su trayectoria teatral y su paso por la televisión y el cine en el programa Sábado show, conducido por José María Listorti y Denise Dumas.

## Premios y nominaciones
| Año  | Premio                     | Categoría                                 | Trabajo nominado                 | Resultado                |
| ---- | -------------------------- | ----------------------------------------- | -------------------------------- | ------------------------ |
| 1993 | Premio Martín Fierro       | Actriz protagónica de comedia             | Con pecado concebidas            | Ganadora                 |
| 1999 | Premio Martín Fierro       | Actriz protagónica de comedia             | Buenos vecinos                   | Nominada                 |
| 2000 | Premio Martín Fierro       | Actriz protagónica de comedia             | Buenos vecinos                   | Nominada[cita requerida] |
| 2002 | Premio Paoli               | Mejor talk show internacional             | Entre Moria y vos                | Ganadora                 |
| 2003 | Premio Martín Fierro       | Participación especial en ficción         | Costumbres argentinas            | Nominada                 |
| 2003 | Premio Estrella de Mar     | Actuación protagónica femenina            | Robó, huyó y lo votaron          | Ganadora[cita requerida] |
| 2006 | Premio Estrella de Mar     | Music hall                                | Bailando por un voto             | Ganadora                 |
| 2010 | Premio Magia               | A la trayectoria                          |                                  | Ganadora                 |
| 2011 | Premio Estrella de Mar     | Actuación protagónica femenina            | La Revista de Buenos Aires       | Ganadora                 |
| 2013 | Premio Estrella de Mar     | Mejor labor cómica                        | Escandalosas                     | Nominada                 |
| 2014 | Premio Estrella de Mar     | Actuación protagónica femenina de comedia | SorPresas                        | Nominada                 |
| 2015 | Premio Carlos              | Trayectoria                               |                                  | Ganadora                 |
| 2015 | Premios VOS                | Consagración                              | Priscilla, la reina del desierto | Ganadora                 |
| 2015 | Premios VOS                | Mejor actriz                              | Priscilla, la reina del desierto | Nominada                 |
| 2016 | Premio Capocómico          |                                           |                                  | Ganadora                 |
| 2017 | Premios Cóndor de Plata    | Actriz de reparto                         | Primavera                        | Nominada                 |
| 2018 | Martín Fierro de Radio     | Mejor labor conducción femenina           | A la radio Con Moria             | Ganadora                 |
| 2018 | Martín Fierro Digital 2017 | Twittero más influyente                   |                                  | Nominada                 |
| 2019 | Martín Fierro 2018         | Labor en conducción femenina              | Intrusos - Incorrectas           | Nominada                 |
| 2019 | Martín Fierro de la Moda   | Moda de Vanguardia                        |                                  | Ganadora                 |
| 2022 | Martín Fierro 2021         | Mejor Jurado de televisión                | Cantando 2020                    | Nominada                 |
| 2023 | Martín Fierro de la Moda   | Platino al ícono                          |                                  | Ganadora                 |
| 2024 | Martín Fierro 2023         | Mejor Jurado de televisión                | Bailando 2023                    | Ganadora                 |
| 2025 | Premio Estrella de Mar     | Actriz en comedia dramática               | Brujas                           | Ganadora                 |